# Bataille d'Aigos Potamos
Guerre du Péloponnèse
Batailles
- Sybota
- Potidée
- Chalcis
- Patras
- Naupacte
- Mytilène
- Tanagra
- Étolie
- Olpae
- Idomene
- Pylos
- Sphactérie
- Délion
- Amphipolis
- Mantinée
- Mélos
- Expédition de Sicile
- Symi
- Érétrie
- Cynosséma
- Abydos
- Cyzique
- Notion
- Arginuses
- Aigos Potamos

La bataille d'Aigos Potamos, en Chersonèse de Thrace, a eu lieu en 405 av. J.-C. entre les flottes d'Athènes et de Sparte. Elle a été le dernier engagement majeur de la guerre du Péloponnèse. À l'issue de cette bataille, la flotte spartiate, sous le commandement de Lysandre, détruisit complètement sa concurrente athénienne. Cela mit un terme effectif à la guerre, Athènes ne pouvant pas importer du grain ou communiquer avec le reste de son empire sans le contrôle de la mer.

## Prélude

### L'offensive de Lysandre
Après la sévère défaite spartiate à la bataille des Arginuses, Lysandre, qui avait commandé la flotte spartiate lors de ses premiers succès, fut réinstallé aux commandes,. Puisque la constitution spartiate interdisait qu'un commandant puisse détenir le poste de navarque plus d'une fois, il fut nommé vice-amiral à la place, même s'il était clair qu'il s'agissait d'une simple fiction légale.
L'un des atouts de Lysandre en tant que commandant était l'étroite relation qu'il avait avec le prince perse Cyrus le Jeune. Utilisant cette amitié, il rassembla rapidement l'argent nécessaire pour faire reconstruire la flotte spartiate,. Quand Cyrus fut rappelé à Suse par son père, Darius II, il nomma, de façon totalement inattendue, Lysandre en tant que satrape d'Asie Mineure,. Avec les ressources de cette riche province perse à sa disposition, Lysandre fut capable de constituer rapidement sa flotte.
Lysandre se lança alors dans une série de campagnes à travers la mer Égée,. Il s'empara de plusieurs cités que détenaient les Athéniens et attaqua plusieurs îles. Toutefois, il ne put faire mouvement vers l'Hellespont à cause de la menace de la flotte athénienne stationnée à Samos. Pour créer une diversion, il attaqua à l'ouest. S'approchant assez près d'Athènes elle-même, il attaqua Égine et Salamine et débarqua même en Attique. La flotte athénienne se lança alors à sa poursuite, mais Lysandre l'évita et atteignit enfin l'Hellespont, établissant une base à Abydos. À partir de là, il s'empara de la ville, stratégiquement importante, de Lampsaque. La voie était désormais libre pour entrer dans le Bosphore et couper les voies commerciales par où Athènes recevait la majeure partie de son grain. Si les Athéniens voulaient éviter la famine, il fallait qu'ils réagissent immédiatement.

### La réplique athénienne
La flotte athénienne, 180 trières, rattrapa Lysandre peu après qu'il eut pris Lampsaque, et établit une base à Sestos. Néanmoins, peut-être à cause de la nécessité de surveiller étroitement Lysandre, les Athéniens établirent un campement sur une plage beaucoup plus proche de Lampsaque. L'emplacement choisi était loin d'être idéal à cause de l'absence de port et de la difficulté qu'il y avait à ravitailler la flotte, mais sa proximité de Lampsaque semble avoir été la principale préoccupation des généraux athéniens. Tous les jours, la flotte mettait à la voile vers la ville en formation de bataille et attendait devant le port, mais, comme Lysandre refusait d'en sortir, ils rentraient à leur campement. 

### L'implication d'Alcibiade
À cette époque, l'ancien dirigeant athénien Alcibiade vivait en exil près du campement athénien. Descendant à la plage où les navires étaient rassemblés, il fit quelques suggestions aux généraux. D'abord, il leur proposa de déplacer la flotte à la base plus sécurisée de Sestos. Et ensuite, il leur assura que des souverains thraces avaient offert de lui fournir une armée. Si les généraux lui offraient une place de commandant à leurs côtés, il prétendit qu'il utiliserait cette armée pour prêter assistance aux Athéniens. Mais les généraux athéniens déclinèrent son offre, rejetèrent ses conseils et Alcibiade repartit donc chez lui,.

## Bataille
Deux récits de la bataille d'Aigos Potamos nous sont parvenus. D'un côté, Diodore de Sicile relate que Philoclès, l'un des généraux athéniens, mit à la voile avec 30 navires, donnant l'ordre au reste de la flotte de suivre à distance. La stratégie athénienne, si ce récit est véridique, devait donc être d'attirer les Spartiates dans une attaque contre une petite flotte, puis de les surprendre par l'arrivée du reste de leurs forces. Mais la petite flotte fut immédiatement vaincue et les autres navires furent pris par surprise alors qu'ils étaient encore sur la plage. 
De l'autre côté, Xénophon raconte que la flotte athénienne tout entière vint comme chaque jour défier Lysandre de sortir du port de Lampsaque et que celui-ci s'y refusa comme d'habitude. Quand les Athéniens retournèrent à leur campement, les marins se dispersèrent pour trouver de la nourriture ; c'est alors que la flotte de Lysandre arriva et captura la plupart des navires sur la plage, sans même une bataille navale,. 
Quoi qu'il en soit, le résultat fut le même. La flotte athénienne fut anéantie et seule une poignée de navires, commandés par le général Conon, réussit à s'échapper. Lysandre captura le reste, ainsi que 3 ou 4 000 marins athéniens. L'un des navires qui avaient réussi à prendre la fuite, le Paralos, fut envoyé à Athènes pour informer les dirigeants du désastre. Les autres, avec Conon à leur tête, trouvèrent refuge à Chypre.

## Conséquences
Lysandre et sa flotte victorieuse retournèrent à Abydos. Prenant comme prétexte une atrocité athénienne antérieure où les marins spartiates de deux navires capturés avaient été jetés par-dessus bord, Lysandre ordonna le massacre de Philoclès et de 3 000 prisonniers athéniens, les captifs des cités alliées d'Athènes étant quant à eux épargnés. La flotte de Lysandre commença ensuite à faire lentement mouvement vers Athènes, s'emparant de cités tout au long de sa route. Les Athéniens, désormais privés de flotte, étaient impuissants devant cette menace. Lysandre trouva de la résistance seulement à Samos car les autorités de la cité, loyales à Athènes, refusèrent de se rendre et Lysandre dut laisser une partie de ses forces derrière lui pour mener le siège de la ville.
Craignant la vengeance que les Spartiates pourraient opérer sur eux, les Athéniens se résolurent à tenir le siège de leur cité, mais leur cause était sans espoir. Sans une flotte pour importer le grain de la mer Noire, Athènes était au bord de la famine et la ville capitula le 22 avril 404 av. J.-C. Les murs de la cité furent démolis et un gouvernement oligarchique pro-spartiate fut mis en place (les Trente). La victoire spartiate d'Aigos Potamos mit fin à 27 années de guerre et plaça Sparte dans une position d'hégémonie à travers tout le monde grec, hégémonie qui dura plus de trente ans jusqu'à ce que Thèbes y mette fin à la bataille de Leuctres.